# La divina Sarah
La divina Sarah fue una telenovela mexicana producida por Alexis Pola para Canal 13 en 1980. Fue protagonizada por la primera actriz Ofelia Guilmáin.

## Argumento
Se basa en la vida profesional y personal de la destacada actriz francesa Sarah Bernhardt, apodada "La divina Sarah" por su carácter excéntrico y caprichoso, pero admirada por su profesionalismo y por romper los esquemas conocidos del teatro en el siglo XIX.

## Elenco
- Ofelia Guilmain - Sarah Bernhardt
- Juan Peláez - Mauricio Bernhardt
- Liliana Abud - Lysiana Bernhardt
- Fernando Balzaretti - Luis Verneuil
- Bertha Moss - Simona Bernhardt
- Gonzalo Vega - Jacques Aristidis Damala
- Gustavo Rojo - Juan Richepin
- María Rivas - Sofía Alexandra Croisette
- Arlette Pacheco - Terka Bernhardt
- Fernando González - Víctor Sardou
- Rosario Granados - Sra. Guerard
- Ramón Menéndez - Harvey